# Ray Reed
Raymond William Reed (Gwelo, 30 aprile 1932 – Nottingham Road, 1º gennaio 1965) è stato un pilota automobilistico rhodesiano.
Si iscrisse al Gran Premio del Sudafrica 1965 di Formula 1 con una vettura da lui stesso costruita e basata su un telaio Cooper con un motore Alfa Romeo, ma prima della gara perse la vita in un incidente aereo.

## Risultati in Formula 1
| 1965 | Scuderia       | Vettura       |    |  |  |  |  |  |  |  |  |  |  | Punti | Pos. |
| ---- | -------------- | ------------- | -- |  |  |  |  |  |  |  |  |  |  | ----- | ---- |
| 1965 | Pilota privato | Autocostruita | NP |  |  |  |  |  |  |  |  |  |  | 0     |      |

| Legenda | 1º posto     | 2º posto | 3º posto    | A punti         | Senza punti/Non class.  | Grassetto – Pole position Corsivo – Giro più veloce |
| Legenda | Squalificato | Ritirato | Non partito | Non qualificato | Solo prove/Terzo pilota | Grassetto – Pole position Corsivo – Giro più veloce |